# Il vestito nuovo dell'imperatore
Il vestito nuovo dell'imperatore è un cortometraggio del 1977 diretto da Emilio Uberti e interpretato da Franco Franchi, Enzo Andronico e Franco Diogene. Fa parte di un ciclo chiamato Le più belle favole di Hans Christian Andersen raccontate da Franco Franchi.